# Villa Grove (Illinois)
Villa Grove je grad u američkoj saveznoj državi Ilinois. Prema popisu stanovništva iz 2010. u njemu je živjelo 2.537 stanovnika.